# Praça Darbar (Patan)

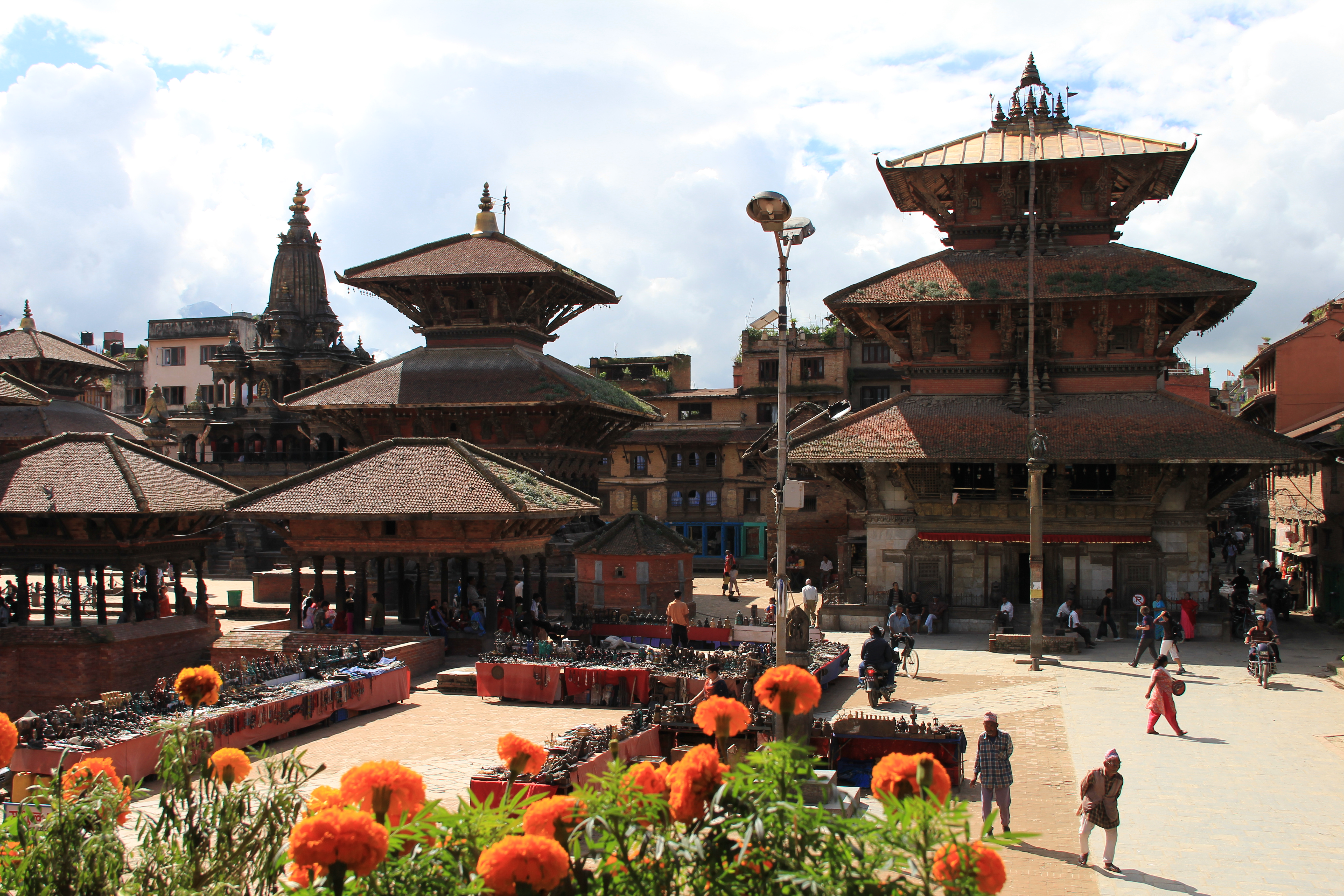
Praça Darbar em 2010

A Praça Darbar (em inglês: Durbar Square ou Darbar Square) é um conjunto de praças e pequenas vielas situadas no centro da cidade de Patan (também conhecida como Lalitpur e Yala), Nepal. É uma das três praças Darbar no Vale de Catmandu, todas elas inscritas na lista do  Património Mundial da UNESCO. Uma das atrações é o antigo Palácio Real, onde os reis da Dinastia Malla residiram por algum tempo.

## Descrição
O Palácio Real foi construído pelo rei Jayasthiti Malla da Dinastia Malla no século XIV.
Os três pátios principais do palácio são Chowk Mul, Sundari Chowk e Keshav Narayan Chowk. Além desses pátios, o complexo possui impressionantes templos, santuários religiosos, e lugares históricos, mostrando as habilidades dos artistas e artesãos Neuaris ao longo de vários séculos da  arquitetura Newari.
Chowk Mul
Trata-se de um dos pátios sendo o maior e mais famosos  dos três. No seu centro está localizado o Templo de Bidya, e  em um de seus lados encontra-se o Templo de Taleju.